# Рьё-Вольвестр (кантон)
Рьё-Вольве́стр (фр. Rieux-Volvestre, окс. Rius, до 2009 года — Рьё) — кантон во Франции, находится в регионе Юг — Пиренеи, департамент Верхняя Гаронна. Входит в состав округа Мюре.
Код INSEE кантона — 3127. Всего в состав кантона Рьё-Вольвестр входят 10 коммун, из них главной коммуной является Рьё-Вольвестр.

## Население
Население кантона на 2011 год составляло 5344 человека.
| 1962 | 1968 | 1975 | 1982 | 1990 | 1999 | 2006 | 2011 |
| ---- | ---- | ---- | ---- | ---- | ---- | ---- | ---- |
| 3255 | 3131 | 2996 | 3132 | 3533 | 3950 | 4815 | 5344 |

## Коммуны кантона
| Коммуна              | Население, чел. (2010) | Код INSEE | Почтовый индекс |
| -------------------- | ---------------------- | --------- | --------------- |
| Бакс                 | 83                     | 31047     | 31310           |
| Гутвернис            | 159                    | 31225     | 31310           |
| Жансак-сюр-Гарон     | 346                    | 31219     | 31310           |
| Лавлане-де-Комменж   | 558                    | 31286     | 31220           |
| Лаконь               | 198                    | 31258     | 31390           |
| Латрап               | 344                    | 31280     | 31310           |
| Майолас              | 40                     | 31312     | 31310           |
| Рьё-Вольвестр        | 2486                   | 31455     | 31310           |
| Саль-сюр-Гарон       | 516                    | 31525     | 31390           |
| Сен-Жюльен-сюр-Гарон | 516                    | 31492     | 31220           |